# SN 2006sg
SN 2006sg – supernowa typu Ic odkryta 14 listopada 2006 roku w galaktyce A020813-0346. W momencie odkrycia miała maksymalną jasność 21,60m.